# Frederik Raben
Frederik Raben, född 10 september 1693 i Köpenhamn, död 26 februari 1773 på Ålholm, var en dansk ämbetsman.
Raben utnämndes 1711 till kammarjunkare hos kronprinsen, men fick samma år tillåtelse att studera vid utländska universitet. År 1724 blev han hovmästare hos kronprinsessan och var 1731-37 var han överhovmästare hos drottning Sofia Magdalena och blev 1733 geheimeråd och tillförordnad i Højesteret. År 1737 utnämndes han till stiftamtmand för Lolland-Falster och amtmand för Ålholm, Halsted klosters och Maribo amter. År 1747 blev han geheimekonferensråd. Åren 1738-69 var han apoteksföreståndare för Vallø och tog 1763 avsked från statstjänsten. 
Raben hade betydande vetenskapliga intressen. Han var hedersledamot av Videnskabernes Selskab och preses för danska Collegium medicum. Han invaldes 1745 (inträde 1747) som utländsk ledamot av svenska Vetenskapsakademien och publicerades i denna akademis "Handlingar" åren 1749-50 två mindre arbeten: Beskrifning om löfmasken på vildapel, bok och törne samt Beskrivelse af 2 mærkværdige Skydrag, iagttagne ved Nysted paa Laaland